# Джоя Тауро
Джо̀я Та̀уро (на италиански: Gioia Tauro) е пристанищен и морски курортен град и община в Южна Италия, провинция Реджо Калабрия, регион Калабрия. Разположен е на брега на Тиренско море. Населението на общината е 19 688 души (към 2014 г.).